# Jefrosimowka (rejon bolszesołdatski)
Jefrosimowka (ros. Ефросимовка) – wieś (ros. село, trb. sieło) w zachodniej Rosji, w sielsowiecie lubimowskim rejonu bolszesołdatskiego w obwodzie kurskim.

## Geografia
Miejscowość położona jest nad rzeką Rieut, 1 km od centrum administracyjnego sielsowietu lubimowskiego (Lubimowka), 22 km od centrum administracyjnego rejonu (Bolszoje Sołdatskoje), 44 km od Kurska.

## Demografia
W 2010 r. miejscowość zamieszkiwało 65 osób.